# Оборотни (фильм, 2002)
«Оборотни» (англ. Wolfhound) — фильм ужасов 2002 года режиссёров Донована Келли и Джима Уайнорски. Одним из продюсеров фильма выступил известный в сфере производства низкобюджетного кино человек — Роджер Корман. Фильм изобилует эротическими сценами. В съёмках фильма приняла участие Джули Чьялини принимавшая участие в фотосессиях для журнала Playboy.

## Сюжет
Писатель Колум Кеннеди вместе с женой и детьми переезжает из Нью-Йорка на родину в Ирландию, в деревню. В это же время Колума начинают посещать видения, большее число которых имеют эротический характер. Вскоре выясняется, что в этой деревне обитают оборотни, способные превращаться в ирландских волкодавов. Семья вступает в противостояние с этими существами.

## В ролях
| Актёр            | Роль           |
| ---------------- | -------------- |
| Аллен Скотти     | Колум Кеннеди  |
| Дженнифер Кортни | Стелла Кеннеди |
| Джули Кьялини    | Шивон          |
| Брайан Монахан   | Макрот         |
| Саманта Кивни    | Салли Кеннеди  |
| Джек Данн        | Майкл Кеннеди  |